# 셰이크 알리 자베르
알리 살레 모하메드 알리 자베르(아랍어: علي صالح محمد علي جابر)  (1976년 2월 3일 ~ 2021년 1월 14일)는 인도네시아의 설교자 겸 학자 겸 판사였다. 하피즈 인도네시아 프로그램의 심사위원을 맡았으며 텔레비전에서 다와를 실천했다.

## 개인 생활
알리 자베는 어린 시절부터 꾸란을 읽었다. 아버지의 교육으로 꾸란을 공부하게 되었는데, 점차 자베르는 본인의 의지로 꾸란을 공부하게 되었고 11세의 나이로 꾸란의 30주즈를 외웠다.

## 습격 사건
2020년 9월 13일, 알리 자베는 반다르람풍 수카자와 팔라후딘 모스크에서 강의를 하던 중 익명의 사람에게 찔려 오른팔에 자상을 입었다. 1996년 4월 1일생인 용의자 알핀 안드리안은 체포되었다.

## 죽음
셰이크 알리 자베르는 2021년 1월 14일 목요일 자카르타 화이트 셈파카에 있는 YARSI 병원에서 코로나19 합병증으로 44세의 나이로 사망했다.

## 필모그래피

### 텔레비전
- Nikmatnya Sedekah
- Cahaya dari Madinah
- Kurma (kuliah ramadhan)
- Hafiz Indonesia
- Damai Indonesiaku
- Kultum Bersama Syekh Ali Jaber

### 영화
- Surga Menanti

## 참고 문헌
1. ↑  Fauziah, Novie (2020년 1월 23일). “Officially Becoming an Indonesian Citizen, Sheikh Ali Jaber: Alhamdulillah (In Indonesia)”. 《Okezone》. 2021년 2월 3일에 확인함.
2. ↑  Muhamad Rizky (2020년 9월 13일). “Being attacked, Sheikh Ali Jaber had warded off and was stabbed in the right arm (In Indonesia)”. Okezone. 2020년 9월 14일에 확인함.
3. ↑  Ratna Puspita (2020년 9월 14일). “The home of the stabber of Sheikh Ali Jaber is 300 meters from the scene”. Republika Online. 2020년 9월 14일에 확인함.
4. ↑  Prawira, Aditya Eka (2021년 1월 14일). “Sheikh Ali Jaber Dies”. 《Liputan6》. 2021년 2월 3일에 확인함.